# Aderus kempi
Aderus kempi là một loài bọ cánh cứng trong họ Aderidae. Loài này được Blair miêu tả khoa học năm 1924.